# Nannofossil

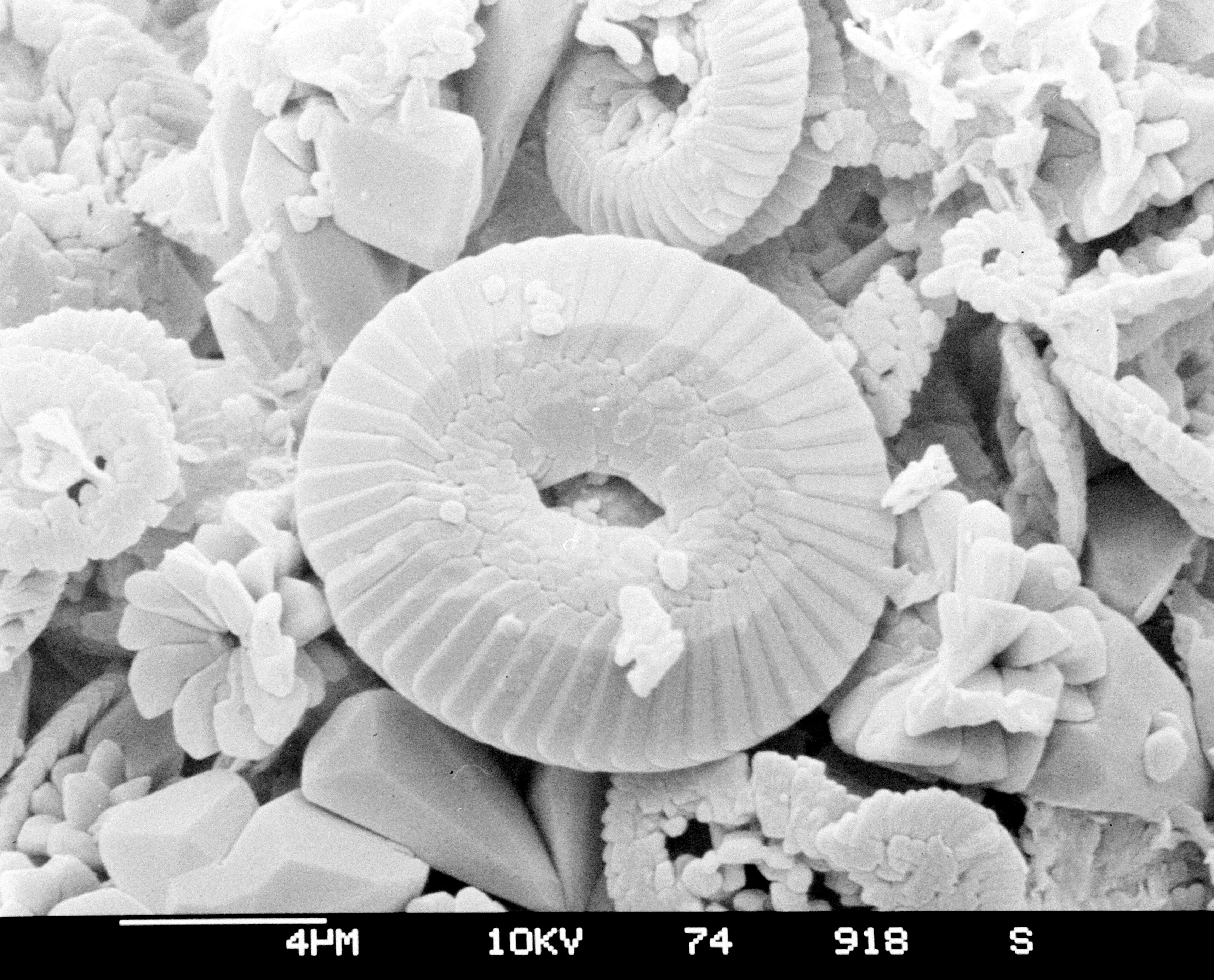
REM-Aufnahme eines Coccolithen von Coccolithus pelagicus aus einem Sedimentbohrkern des Deep Sea Drilling Projects

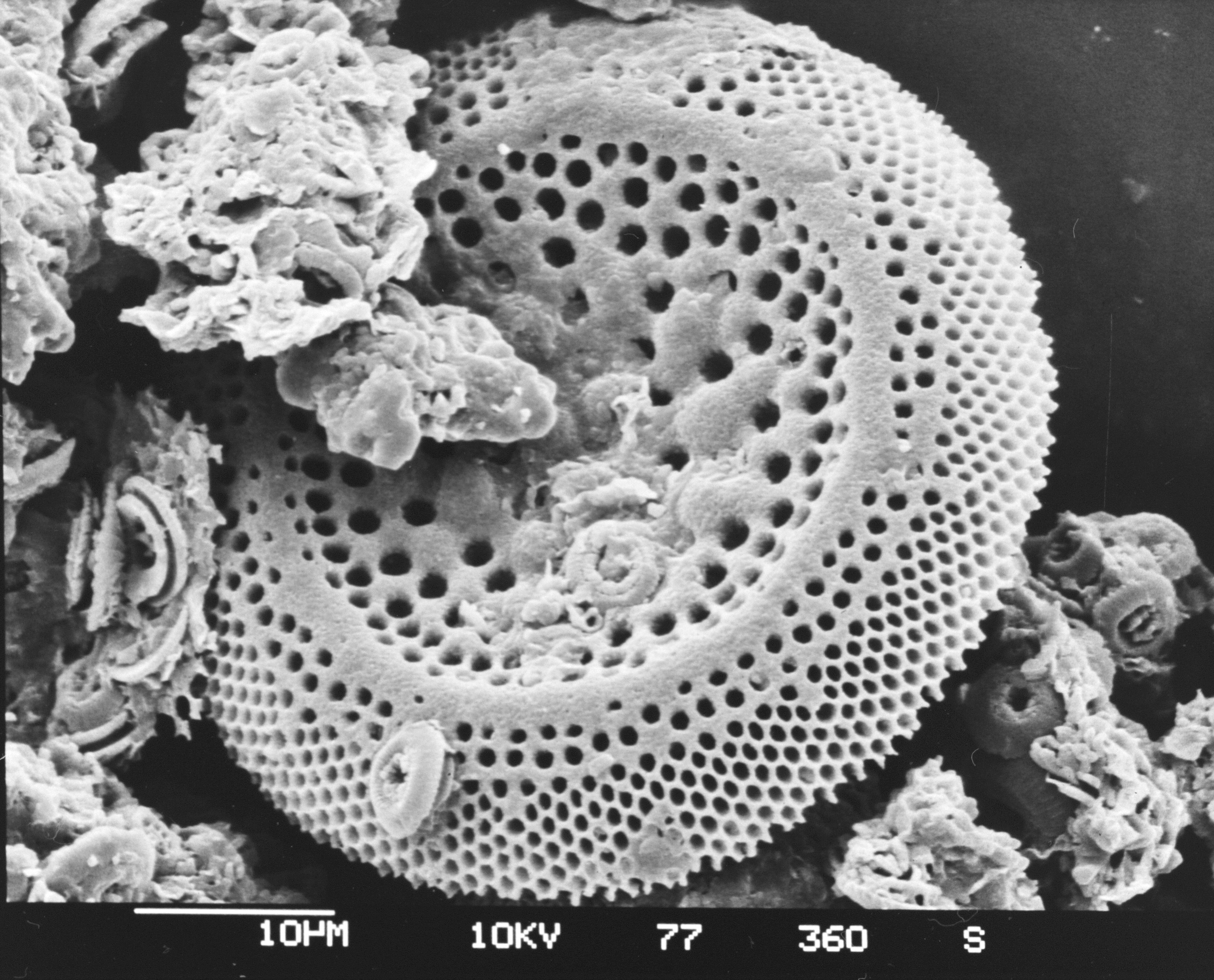
REM-Aufnahme einer Kieselalge aus einem Sedimentbohrkern des Deep Sea Drilling Projects

Ein Nannofossil (gr. nannos, nanos „Zwerg“, lat.: fossilis „ausgegraben“) ist ein Fossil unterhalb von drei Hundertstel Millimeter Länge. Diese Kleinstfossilien lassen sich in der Regel nur mit Hilfe der Elektronenmikroskopie (REM) sichtbar machen.
Die Einteilung von Fossilien in verschiedene Größenklassen ist willkürlich und fließend und entstammt der Untersuchungspraxis. Die größeren Mikrofossilien werden demnach mit lichtmikroskopischen Methoden untersucht und Makrofossilien sind mit dem bloßen Auge erkennbar.
Zu den Nannofossilien zählen viele Arten des einzelligen Phyto- und Nannoplanktons, deren harte mineralische Schalen im Gestein erhalten geblieben sind. Typische Nannofossilien sind die kalkigen Zysten der Dinoflagellaten, die Coccolith bildenden Kalkschuppen (Coccolithen) der Haptophyta (Coccolithophorida), sowie die kieseligen Silicoflagellaten. Viele Protophyten mit Schalen aus organischem Material zählen ebenfalls zu den Nannofossilien. 
Nannofossilien sind wichtige Leitfossilien in marinen Sedimenten des späten Mesozoikums und des Känozoikums.